# James Pearson Shaw
Pour les articles homonymes, voir James Shaw et Shaw.
James Pearson Shaw (24 janvier 1867-9 décembre 1946) est un homme politique canadien de la Colombie-Britannique. Il est député provincial conservateur de la circonscription britanno-colombienne de Kamloops de 1909 à 1916. 

## Biographie
Né à Glanbrook Township (en) dans le Canada-Ouest, Shaw étudie dans le comté de Brant et à Brantford. Il enseigne dans une école du comté de Brant pendant deux ans avant de s'installer en Colombie-Britannique en 1888. Déménageant à Shuswap en 1894, il sert comme juge de paix et secrétaire-trésorier du conseil scolaire. Shaw est aussi président de la Kamloops Agricultural Association de 1903 à 1904. 
Après son passage à l'Assemblée législative, il est nommé pour la Commission royale pour les Affaires indiennes de la province lors de sa formation en 1913.
Shaw meurt à Kamloops en décembre 1946 à l'âge de 79 ans.